# Metasolpuga picta
Metasolpuga picta är en spindeldjursart som beskrevs av Roewer 1934. Metasolpuga picta ingår i släktet Metasolpuga och familjen Solpugidae. Inga underarter finns listade i Catalogue of Life.